# Coelioxys kosemponis
Coelioxys kosemponis là một loài Hymenoptera trong họ Megachilidae. Loài này được Strand mô tả khoa học năm 1913.